# ویلا آدریانا
ویلا آدریانا (به ایتالیایی: Villa Adriana) یا ویلای هادریان یک مجموعهٔ بزرگ باستانی رومی در تیولیِ ایتالیاست.

## تاریخچه
ویلای هادریان در طی دهه‌های دوم و سوم سدهٔ دوم میلادی در تیبور (تیوولی امروزی) برای امپراتور وقت روم هادریان ساخته شد. دلیل ساخت این ویلا در این مکان این بود تا امپراتور هرگاه می‌خواست از رم به‌دور باشد در آنجا اقامت نماید. از سوی دیگر گفته شده‌است که هادریان از کاخ خود در کولیس پالاتیوم در رم راضی نبود و همین موضوع باعث ساخته‌شدن این ویلا شد. هادریان همچنین ادارهٔ امپراتوری در سالیان پایانی حکومت خود را از همین ویلا انجام می‌داد و در نتیجه تعداد زیادی از درباریان به‌طور دایم در آنجا سکونت داشتند. ویلای هادریان تا رم ۱۸ مایل فاصله داشت و ارتباطات بین دو نقطه از طریق چاپار انجام می‌شد.
پس از مرگ هادریان این ویلا مورد استفادهٔ شماری از جانشینان او قرار گرفت. با این‌حال ویلای هادریان در دوران افول امپراتوری روم بی‌استفاده ماند و بخشی از آن ویران شد. پس از آن در سدهٔ ۱۶ میلادی کاردینال ایپولیتوی دوم بسیاری از سنگ‌های مرمر و تندیس‌های ویلا را برداشت تا برای تزئین ویلای خودش موسوم به ویلا دسته در نزدیکی همان مکان استفاده نماید.

## ساختار و معماری
ویلای هادریان مجموعه‌ای از بیش از ۳۰ ساختمان بود که مساحتی نزدیک به دست کم ۱ کیلومتر مربع (برابر با ۲۵۰ هکتار) را در بر می‌گرفت. این ویلا بزرگترین نمونهٔ رومی از باغ‌های اسکندری است که چشم‌اندازی مقدس را به‌وجود می‌آورد. این مجموعهٔ ویلایی شامل کاخ‌ها، چندین حمام سلطنتی، تئاتر، پرستشگاه، کتابخانه، اتاق‌های حکومتی و اقامتگاه‌هایی برای درباریان، پرتورینها، ندیمه‌ها و بردگان بود.
ویلای هادریان مجموعه‌ای از معماری‌های گوناگون به‌ویژه معماری یونانی و مصری را به نمایش می‌گذارد. از آنجا که هادریان یکی از امپراتوران اهل مسافرت بود، این طرح‌ها را با خود به‌ارمغان آورده بود که از این میان می‌توان به ستون‌های زن‌پیکر و در کنارشان تندیس‌های بس، ایزد زناشویی مصریان اشاره نمود. در زندگی‌نامهٔ هادریان آمده است که بخش‌های مختلف ویلا با توجه با مناطقی که امپراتور در سفرهایش از آن‌ها بازدید کرده بود نامگذاری شده بودند. امروزه تنها مکان‌های اندکی را که در این زندگی‌نامه بهشان اشاره شده‌است را می‌توان به‌طور دقیق با ویرانه‌های ویلای هادریان مطابقت داد.

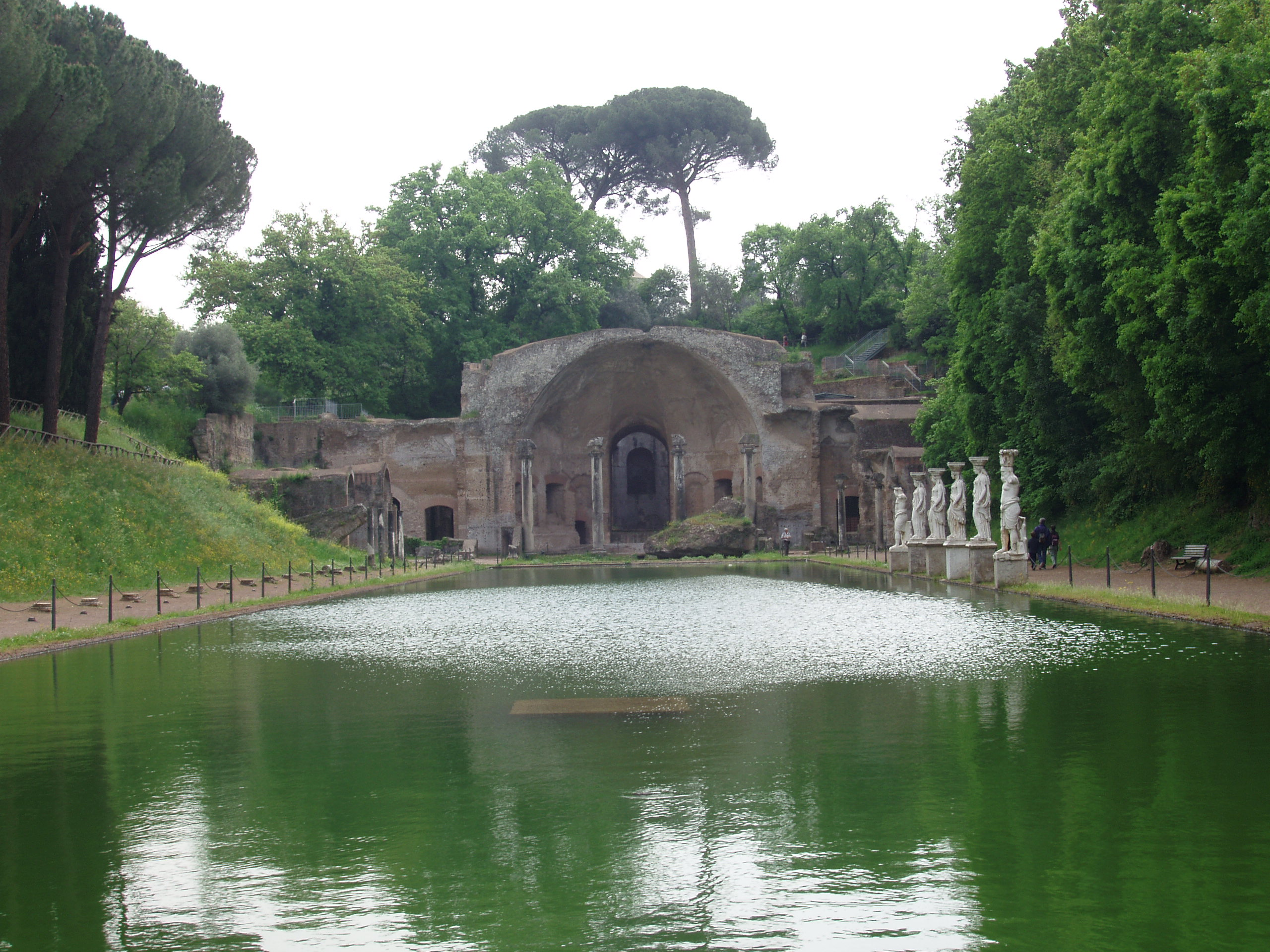
کانوپوس و سراپیوم

یکی از قابل توجه‌ترین بخش‌های ویلا که به‌خوبی نیز تا به‌امروز حفظ شده‌است استخر و غاری مصنوعی است که کانوپوس و سراپیوم نام دارند. کانوپوس شهری در مصر بود که معبد سراپیوم برای پرستش ایزد سراپیس در آنجا قرار داشت. با این حال معماری این بخش برگرفته از معماری یونانی است و این موضوع را می‌توان در ستون‌های کورینتوسی و کپی‌هایی از مجسمه‌های معروف یونانیِ دورادور استخر مشاهده کرد. داستانی نیز دربارهٔ سراپیوم و گنبد عجیب‌الشکلش نقل است که آپولودوروس دمشقی، از معماران برجستهٔ روزگار خود با رد طرح هادریان، این گنبد را به یک کدوتنبل تشبیه کرده و به هادریان می‌گوید: «برو و کدوتنبل‌هایت را بِکِش. تو هیچ از از این موضوعات (معماری) نمی‌دانی.» اما هادریان به مقام امپراتوری رسید و پس از آن آپولودوروس را تبعید و سپس فرمان مرگش را صادر کرد.
بخش جالب توجه دیگر ویلا، تئاتر آن موسوم به تئاتر دریایی است. این ساختمان از یک ایوان مدور و طاقی تونل‌مانند تشکیل شده که ستون‌هایی این طاق را نگاهداشته‌اند. درون ایوان استخری حلقه‌مانند با جزیره‌ای در میان آن وجود دارد. در دوران باستان این جزیره توسط دو پل متحرک به ایوان متصل می‌شده‌است. درون جزیره یک خانهٔ کوچک رومی قرار دارد که شامل آتریوم، کتابخانه، اتاق نهارخوری و حمام‌هایی کوچک است. این قسمت احتمالاً توسط امپراتور در زمان‌هایی که می‌خواست از گرفتاری‌های دربار به‌دور باشد استفاده می‌شده‌است. مجسمه‌های بسیاری نیز در این مکان وجود دارد که نماد مردمان سدهٔ دوم میلادی است.
این ویلا علاوه بر دارا بودن سبک‌های گوناگون معماری از نوآوری‌هایی نیز برخوردار است. برای نمونه محدودهٔ ویلا دارای شبکهٔ وسیعی از تونل‌های زیرزمینی است که از این تونل‌ها بیشتر برای جابجایی خدمه و کالاها از یک قسمت به قسمت دیگر استفاده می‌کردند. مسیرها و جاده‌های بالاتر از سطح زمین برای استفادهٔ آن دسته از ساکنین ویلا در نظر گرفته شده بود که از مقام‌های بالاتری نسبت به دیگران برخوردار بودند. از گنبد و تاق‌های تونل‌مانند به‌وفور در معماری ویلای هادریان استفاده شده‌است. گنبدهای حمام‌های بخار در رأس خود دارای حفره‌ای مدور بودند تا بخار بتواند از آن قسمت خارج شود. این موضوع یادآور پانتئون است که آن نیز به فرمان هادریان ساخته شد.
در سال ۱۹۹۸ باستانشناسان به بقایای آرامگاهی در ویلای هادریان دست یافتند و مدعیند که این باید مقبرهٔ آنتینوس یا معبدی برای او باشد.

## مجسمه‌ها و آثار هنری

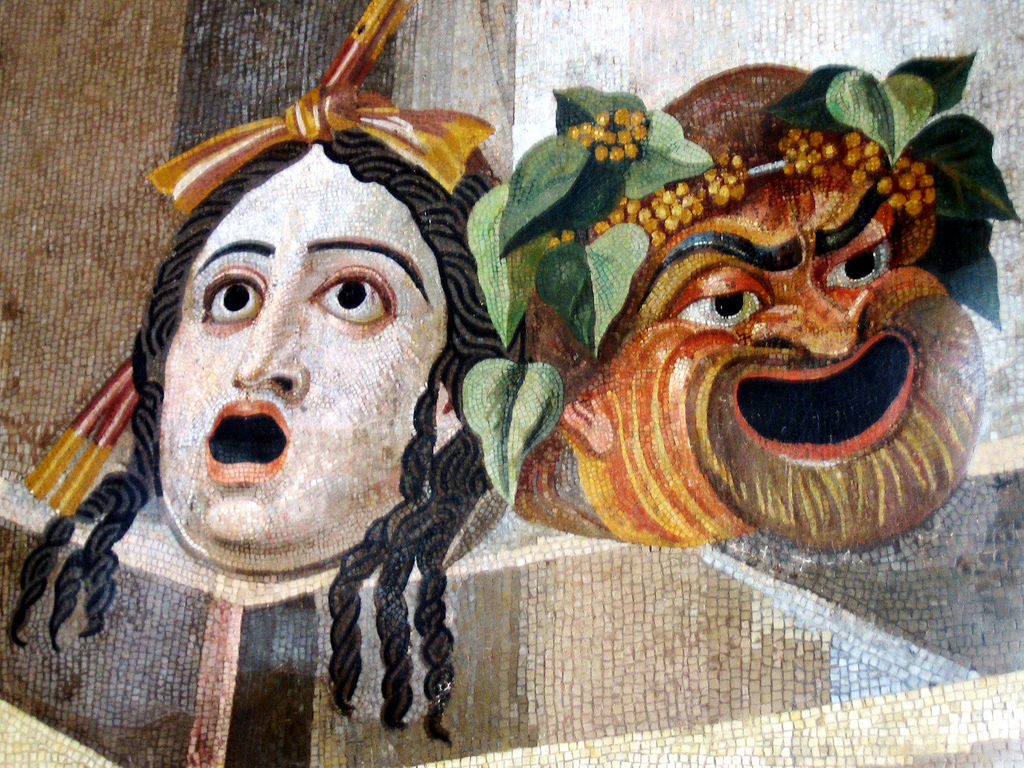
صورتک‌های کمدی و تراژدی در موزائیک‌های بازسازی‌شدهٔ ویلا، موزهٔ کاپیتولینی

طی کاوش‌های باستانشناسی، مصنوعات زیبای بسیاری از این ویلا به‌دست‌آمده و بازسازی شده‌است که از این میان می‌توان به مجسمه‌های مرمرین آنتینوس، پسر زیبارویی که معشوق هادریان بود و هادریان او را پس از مرگش بر اثر غرق‌شدن در مصر تا جایگاه ایزدان بالا برد و موزائیک‌های تئاتر و حمام‌ها اشاره نمود. کپی‌های بسیاری از مجسمه‌های یونانی (برای نمونه آمازون زخمی) و حتی تجسم مصری‌گونهٔ خدایان رومی یا برعکس در این ویلا پیدا شده‌است. بیشتر این آثار برای نگهداری و بازسازی به رم فرستاده شده و در موزه‌های کاپیتولینی یا واتیکان قابل مشاهده‌اند. با این حال آثار بسیار دیگری نیز هستند که در سدهٔ ۱۸ میلادی توسط دلالان عتیقه‌جاتی همچون پیرانسی و گوین همیلتون از دل خاک بیرون‌کشیده شده و به توریست‌های مهم و عتیقه‌شناسانی همچون چارلز تاونلی فروخته شده‌اند، در نتیجه این آثار امروزه در کلکسیون‌هایی در دیگر جاهای اروپا و آمریکای شمالی قرار دارند.
از دیگر آثار هنری پیداشده در ویلای هادریان می‌توان به موارد زیر اشاره نمود:
- مجسمهٔ دیسکوبولوس (پرتابگر دیسک)
- موزائیک لگن کبوتری که نسخه‌ای از یک موزائیک مشهور هلنی است، موزهٔ کاپیتولینی
- دیانای ورسای (مجسمه‌ای مرمرین از الههٔ یونانی آرتمیس)، موزه لوور
- ونوس خیزان
- آنتینوس کاپیتولینه
- قنطروس جوان و قنطروس پیر

## میراث جهانی
ویلای هادریان در سال ۱۹۹۹ در فهرست میراث جهانی یونسکو به‌ثبت رسید. این ویلا همچنین از نظر فرهنگی و باستانشناسی از اهمیت بسیاری برخوردار است و همراه با ویلا دِستِه و شهر تیولی، یکی از جاذبه‌های گردشگری منطقه به‌شمار می‌رود.

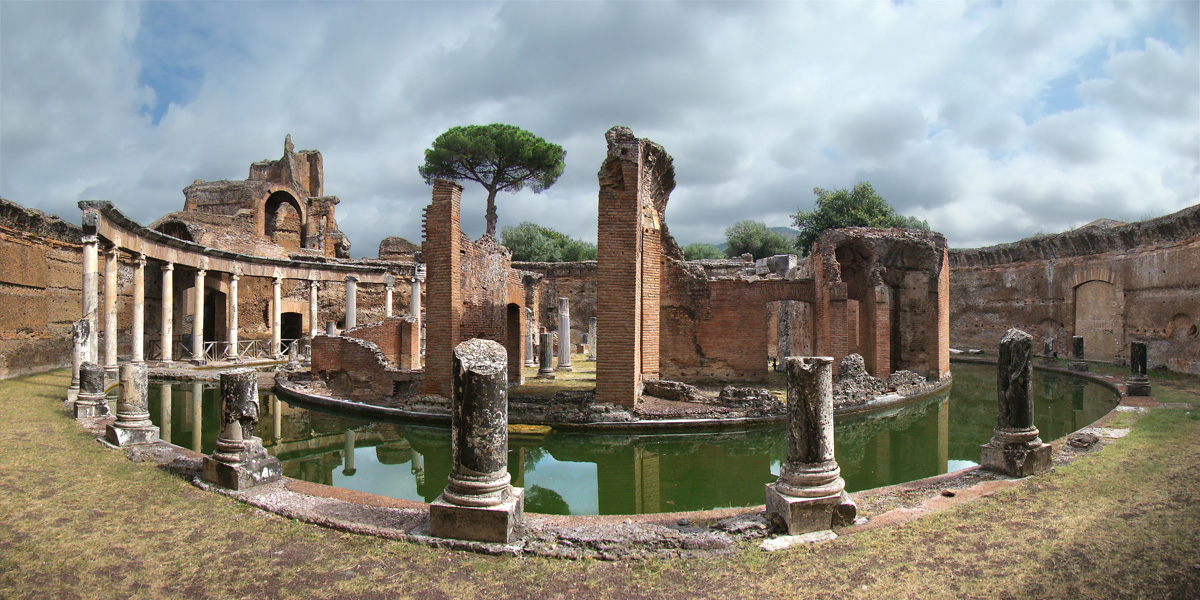
تئاتر دریایی

## نگارخانه

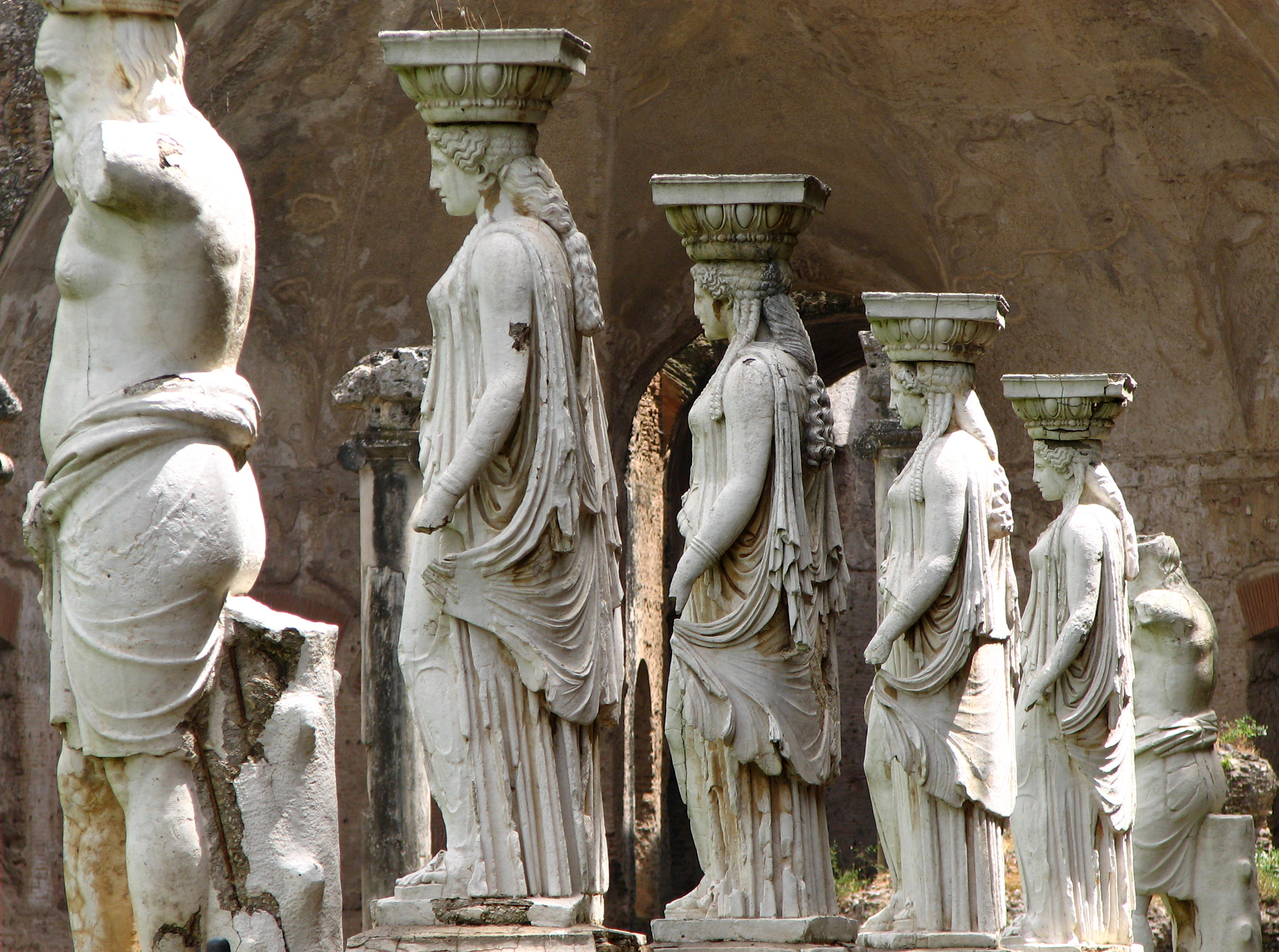
مجسمه‌های استخر کانوپوس
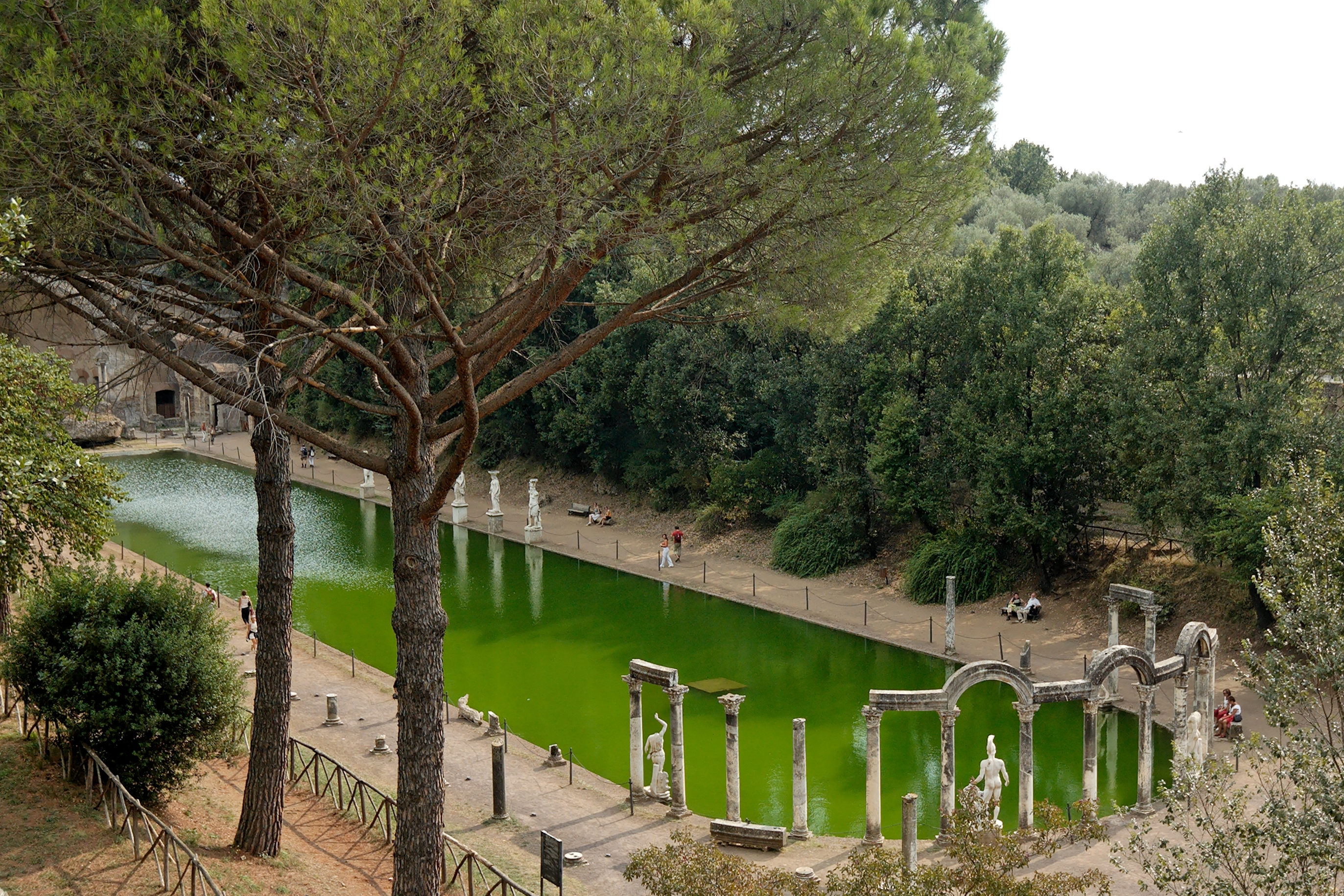
نمایی از از استخر کانوپوس از پرتوریوم
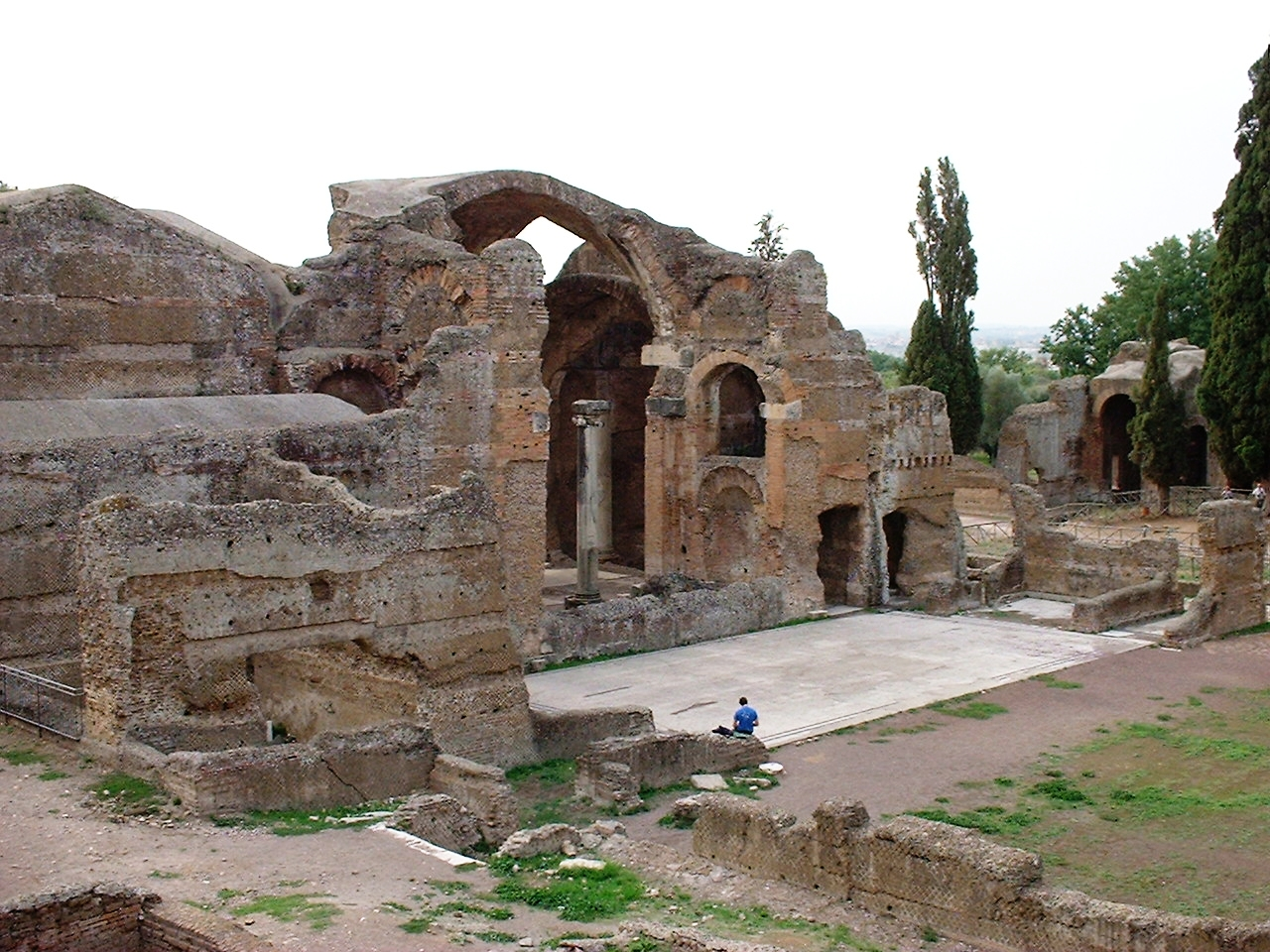
حمام بزرگ آب گرم ویلا، فریجیداریوم در مرکز آن قرار دارد
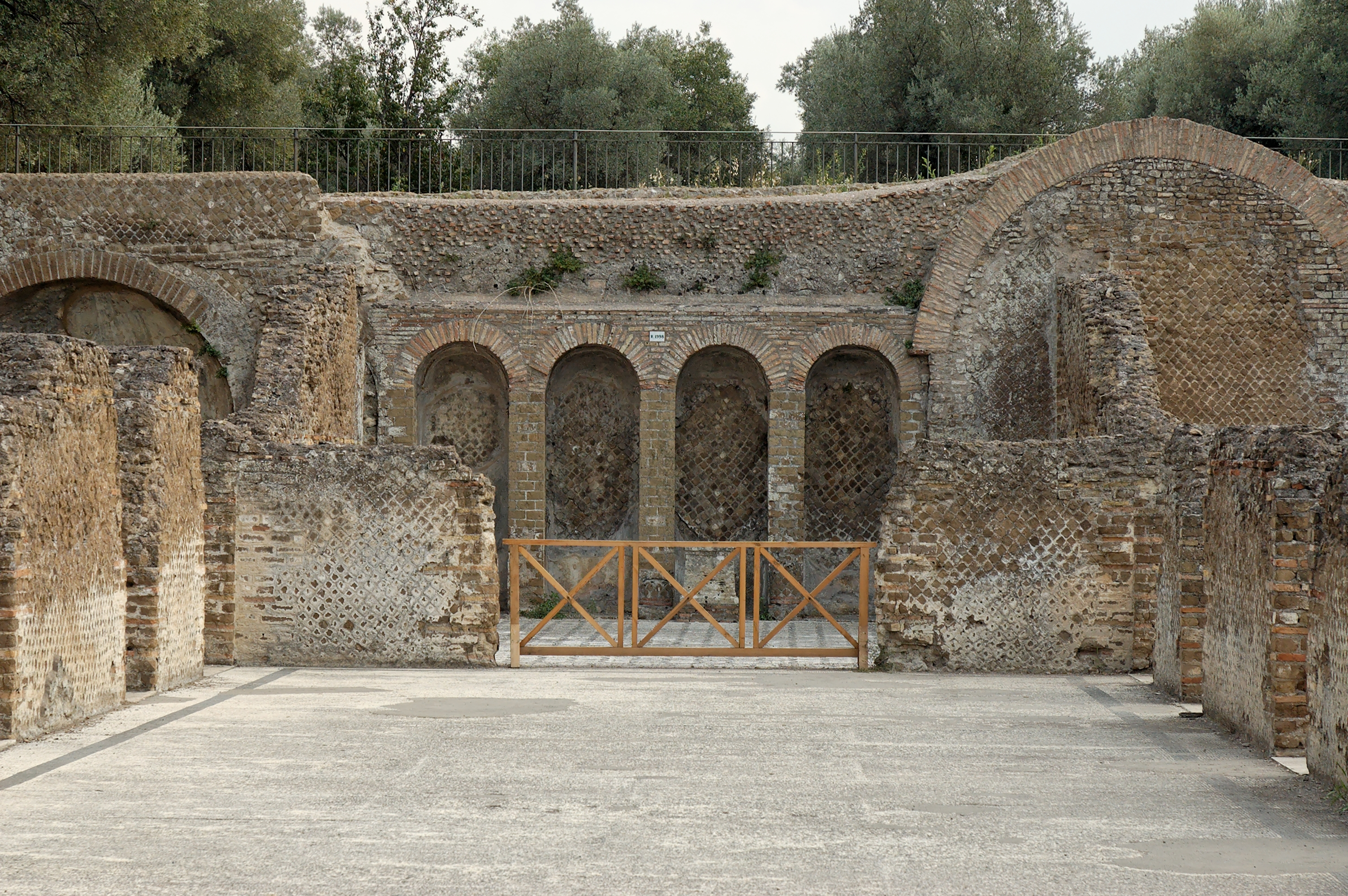
مهمانخانهٔ ویلای هادریان
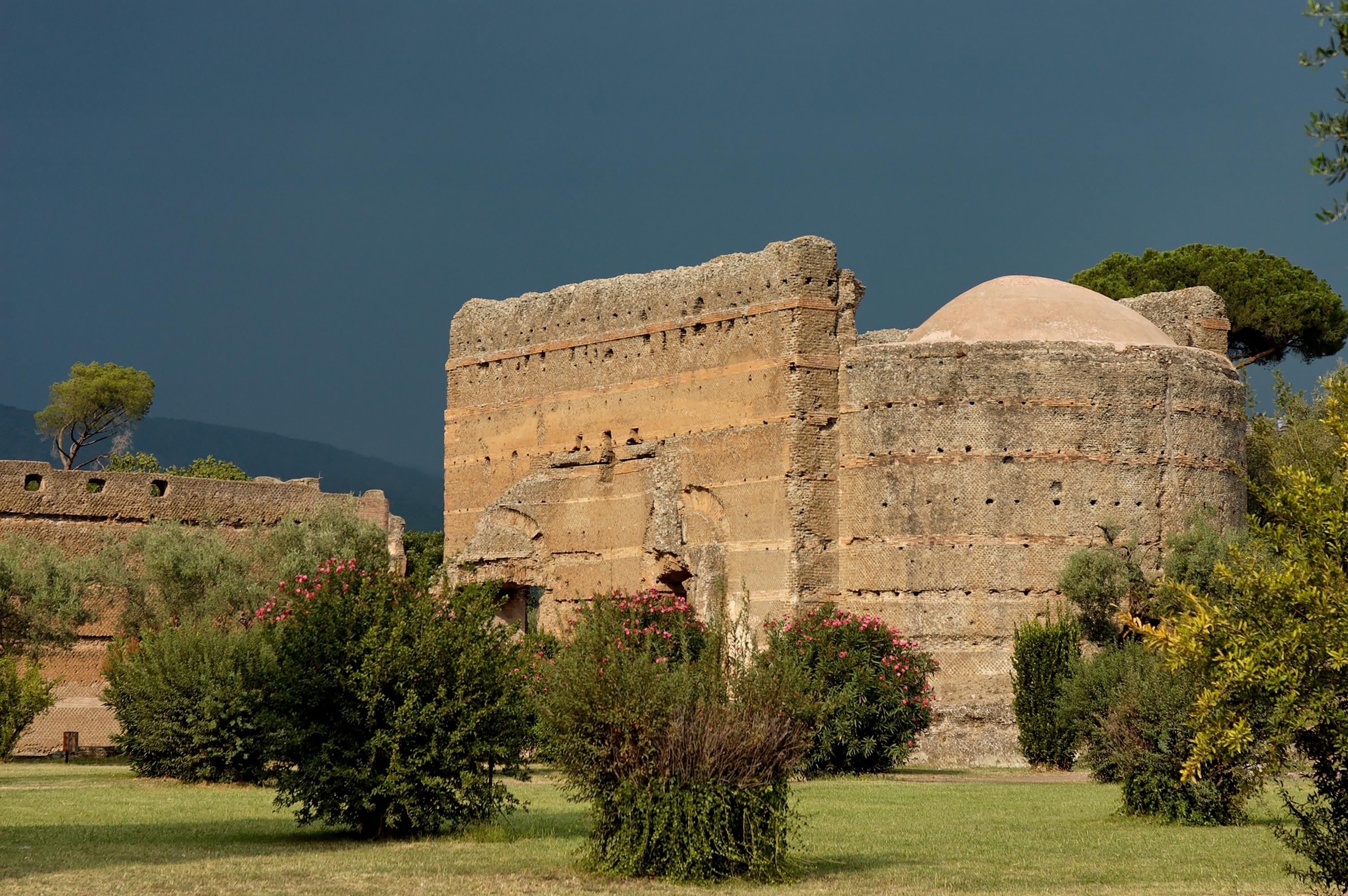
تالار فیلسوفان ویلا
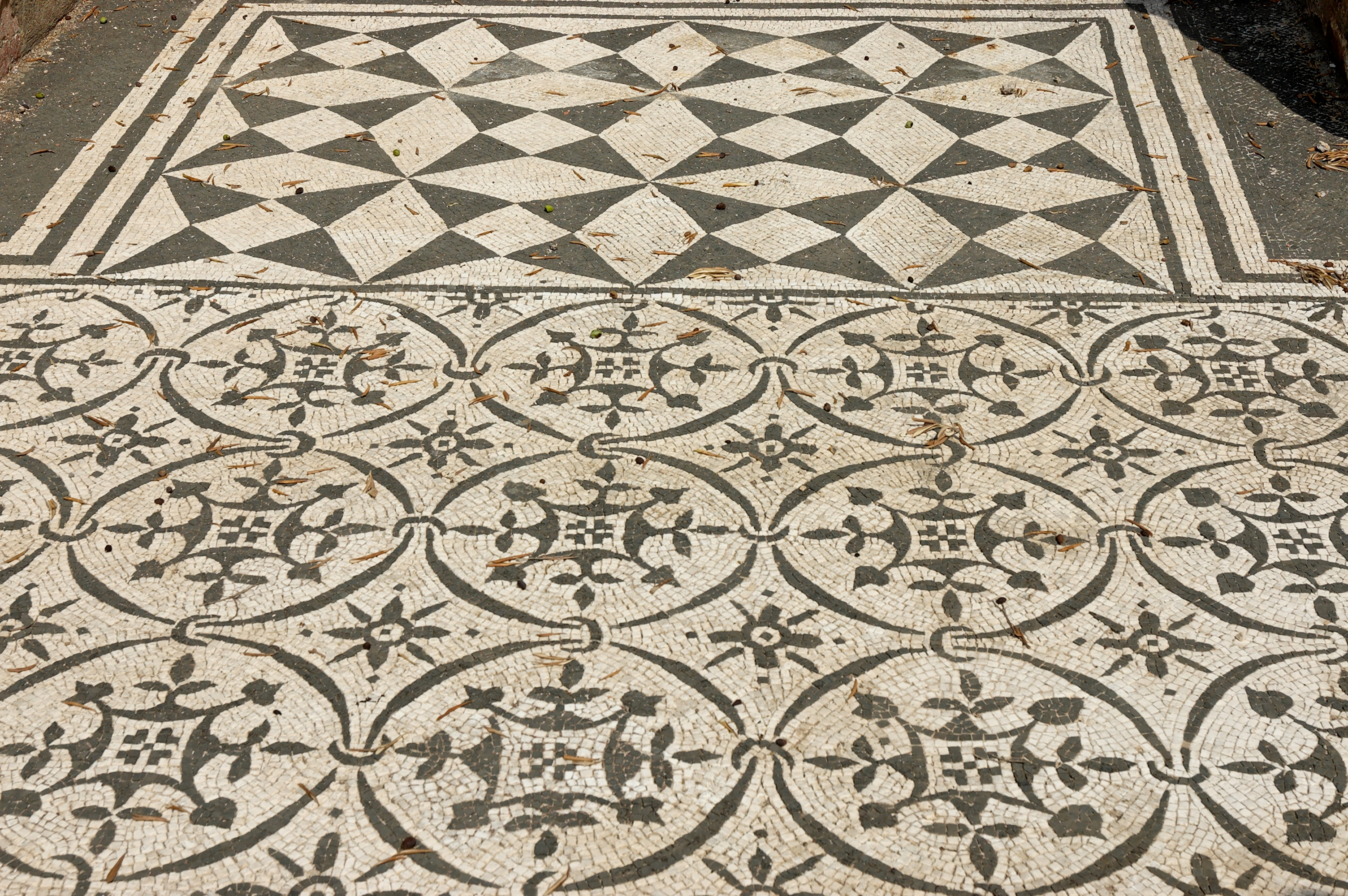
موزائیک‌های سیاه و سفید مهمانخانهٔ ویلا
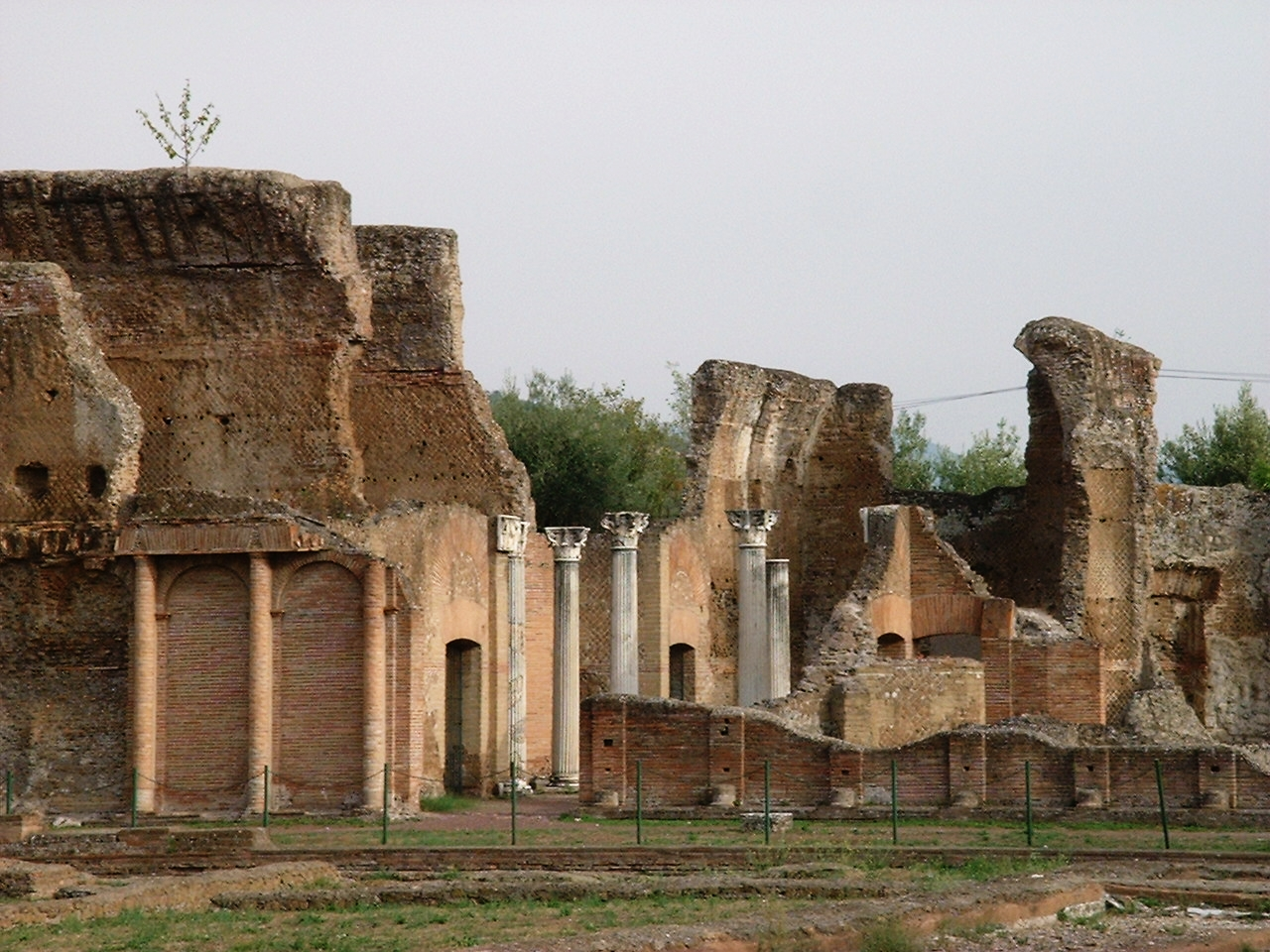
ویرانه‌های کاخ سلطنتی ویلای هادریان
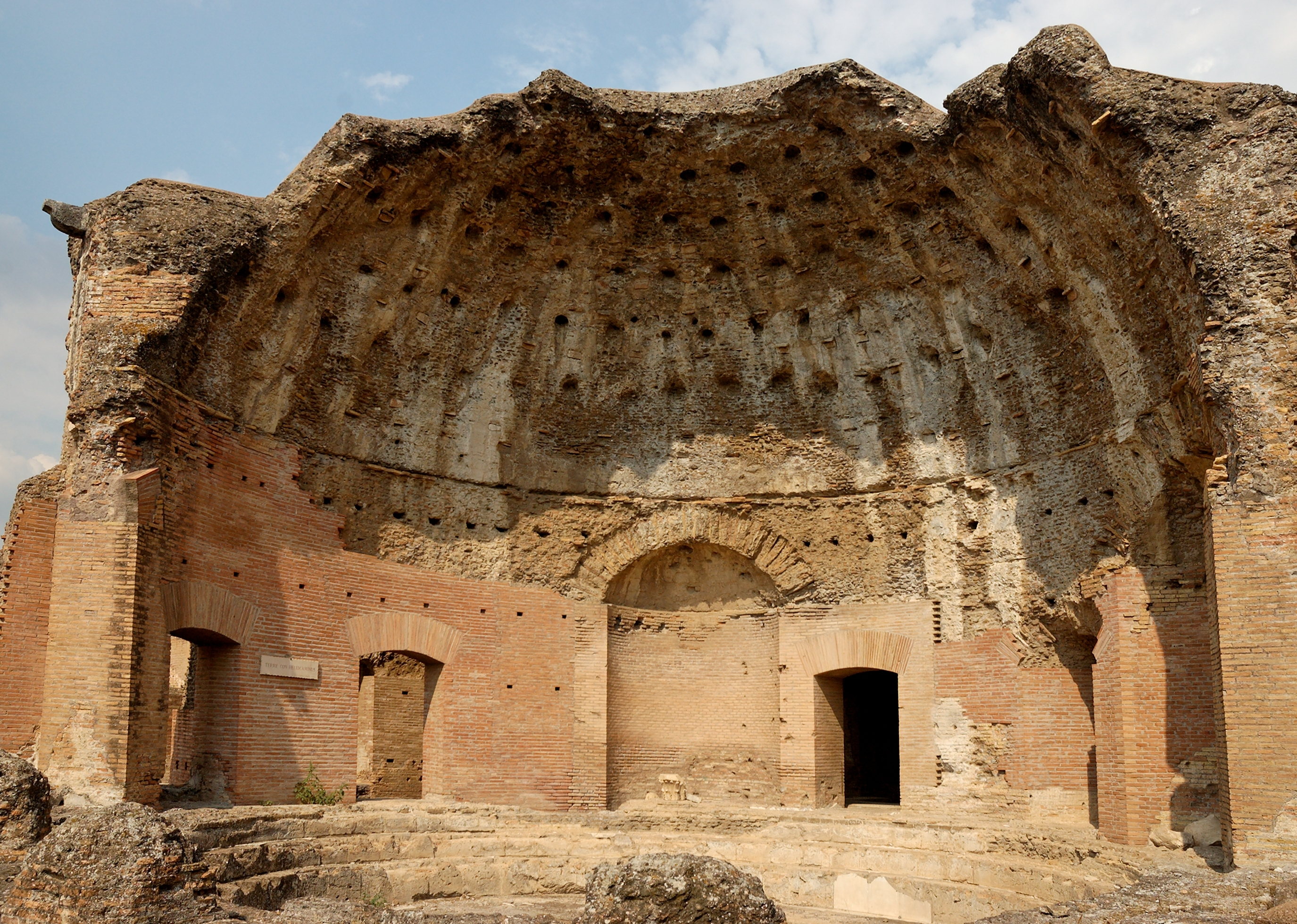
نمایی دیگر از حمام بزرگ آب گرم
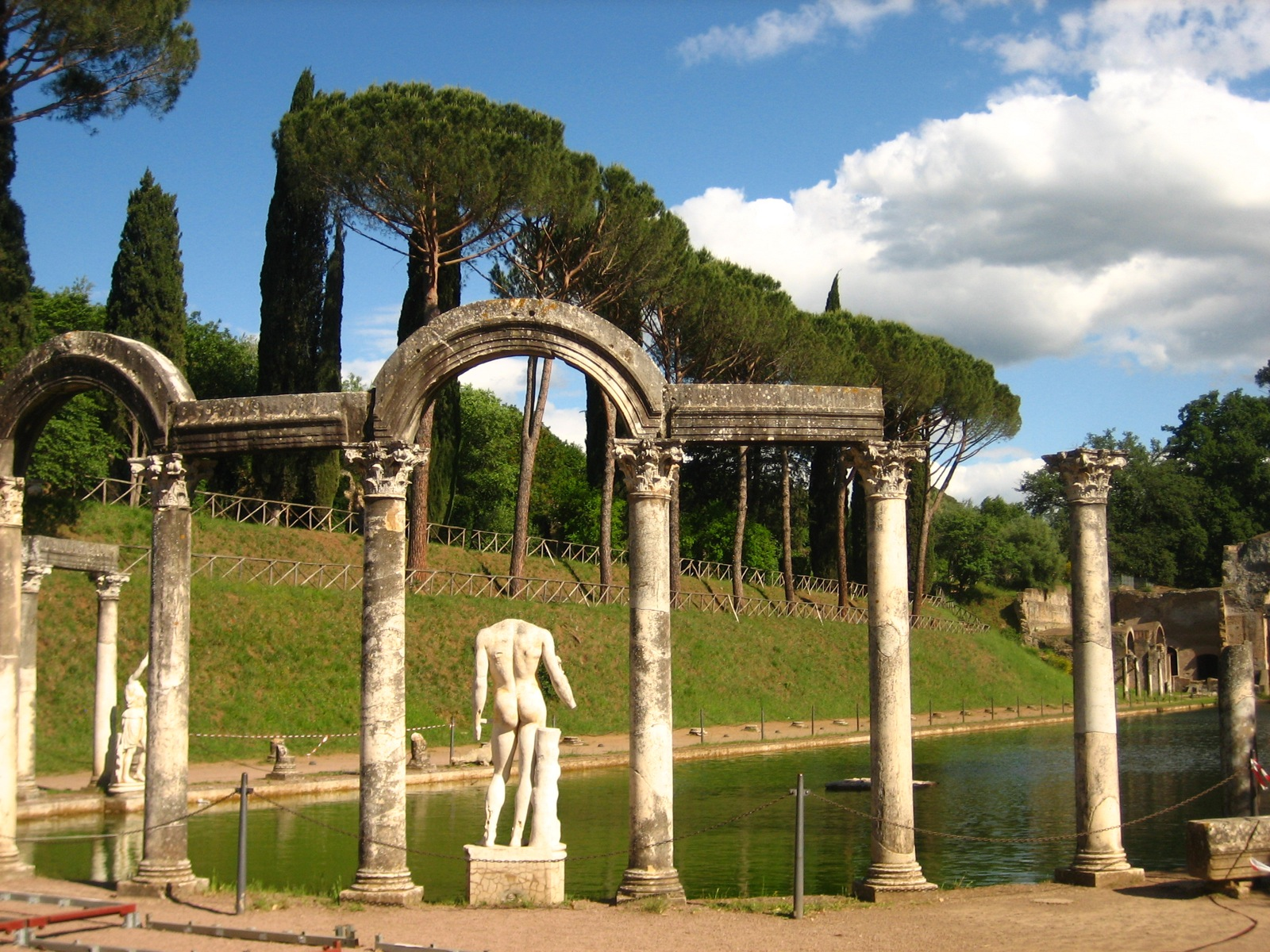
نمایی دیگر از کانوپوس